# Arishima Ikuma
Arishima Ikuma (japanisch 有島 生馬; eigentlich Arishima Mibuma (有島 壬生馬); * 26. November 1882 in Yokohama; † 15. September 1974 in Kamakura) war ein japanischer Maler der Stilrichtung Yōga.

## Leben und Wirken
Arishima studierte italienische Sprache an der Fremdsprachenuniversität Tokio. Er wurde Schüler von Fujishima Takeji und studierte ab 1905 Malerei und Bildhauerei in Italien und Frankreich. Nach seiner Rückkehr nach Japan 1910 wurde er Mitarbeiter der Zeitschrift Shirakaba, wo seine ersten Erzählungen und Gedichte erschienen. 1913 veröffentlichte er seinen ersten Erzählungsband Kōmori no Gotoku (蝙蝠の如く).
1914 begründete er mit Ishii Hakutei und Tsuda Seifū die Nikakai-Ausstellung für Ölmalerei. Neben seiner Arbeit als Maler war er weiterhin schriftstellerisch aktiv. So veröffentlichte er die Romane Nan’ō no Hi (南歐の日, „Tage in Südeuropa“, 1916) und Uso no Hate (嘘の果, „Ende einer Lüge“, 1921) und den Essay Bijutsu no Aki (美術の秋, „Herbst der Schönen Künste“, 1921).
1936 gründete er die Issuikai (一水会), die sich von der Ölmalerei abwendete. 1964 wurde er als Person mit besonderen kulturellen Verdiensten geehrt.
Ikuma starb 1974 im Alter von 91 Jahren. Arishimas älterer Bruder Arishima Takeo und sein jüngerer Bruder Satomi Ton waren Schriftsteller.